# Рецептор, активируемый пероксисомным пролифератором гамма
Рецептор, активируемый пероксисомным пролифератором гамма (англ. Peroxisome proliferator-activated receptor gamma, сокр. PPAR-γ или PPARG), также известный как глитазоновый рецептор обратной инсулинорезистентности или  NR1C3 (подсемейство ядерных рецепторов 1, группа C, тип 3) представляет собой белок — ядерный рецептор, функционирующий как транскрипционный фактор, который у человека кодируется геном PPARG, локализованный на коротком плече (p-плече) 3-й хромосомы.
Полипептидная цепь белка включает в себя 505 аминокислот, а молекулярная масса составляет — 57620 Да.

## Распределение в тканях
PPARG в основном присутствует в жировой ткани, толстой кишке и макрофагах. У человека и мыши обнаружены две изоформы PPARG: PPAR-γ1 (обнаружен почти во всех тканях, кроме мышц) и PPAR-γ2 (в основном обнаружен в жировой ткани и кишечнике).

## Генная экспрессия
Ген PPARG кодирует белок члена подсемейства ядерных рецепторов, активируемые пероксисомным пролифератором (PPAR). PPAR образуют гетеродимеры с ретиноидными X-рецепторами (RXR), и эти гетеродимеры регулируют транскрипцию различных генов. Известны три подтипа PPAR: PPAR-альфа, PPAR-дельта и PPAR-гамма. Белок, кодируемый данным геном — PPAR-гамма, является регулятором дифференцировки адипоцитов. Описаны альтернативно сплайсированные варианты транскрипта, кодирующие различные изоформы данного белка.
Активность PPARG может регулироваться путём фосфорилирования через MEK/ERK-путь. Эта модификация снижает транскрипционную активность PPARG и приводит к модификации диабетических генов, а также к нечувствительности к инсулину. Например, фосфорилирование серина-112 ингибирует функцию PPARG и повышает адипогенный потенциал фибробластов.

## Выполняемые функции
PPARG регулирует запасы жирных кислот и метаболизм глюкозы. Гены, активируемые PPARG, стимулируют поглощение липидов и адипогенез в жировых клетках. Нокаутные мыши по PPARG, лишены жировой ткани, что позволяет считать PPARG главным регулятором дифференцировки адипоцитов.
PPARG повышает чувствительность к инсулину, усиливая хранение жирных кислот в жировых клетках (снижая липотоксичность), усиливая высвобождение адипонектина из жировых клеток, индуцируя FGF21, и усиливая выработку аденин-динуклеотидфосфата никотиновой кислоты (NAADP) через регуляцию фермента CD38.
PPARG способствует противовоспалительной активации макрофагов M2 у мышей.
Адипонектин индуцирует ABCA1-опосредованный обратный транспорт холестерина путём активации PPAR-γ и LXRα/β.
Многие природные агенты напрямую связываются с PPAR-γ и активируют их. Эти агенты включают различные полиненасыщенные жирные кислоты, такие как арахидоновая кислота (C20) и метаболиты арахидоновой кислоты, такие как некоторые члены семейства 5-гидроксиэйкозатетраеновой кислоты и 5-оксо-эйкозатетраеновой кислоты, например, 5-оксо-15(S)-ГЭТЕ и 5-оксо-ЭТЕ или семейство 15-гидроксикозатетраеновой кислоты, включая 15(S)-ГЭТЕ, 15(R)-ГЭТЕ и 15(S)-ГПЭТЕ, фитоканнабиноид тетрагидроканнабинол (THC), его метаболит ТГК-СООН и его синтетический аналог ажулемовая кислота (AJA). Активация PPAR-гамма этими и другими лигандами может быть ответственна за ингибирование роста культивируемых линий раковых клеток молочной железы, желудка, лёгких, предстательной железы и других раковых клеток человека.
Во время эмбриогенеза PPARG сначала в значительной степени экспрессируется в межлопаточной бурой жировой подушке. Истощение PPARG приведёт к эмбриональной смертности на этапе E10.5 из-за сосудистых аномалий в плаценте без проникновения в кровеносные сосуды плода, а также расширения и разрыва материнских кровеносных синусов. Экспрессия PPARG может быть обнаружена в плаценте уже на E8.5 и в течение оставшейся части беременности, в основном локализована в первичных клетках трофобласта плаценты человека. PPARG необходим для эпителиальной дифференцировки ткани трофобласта, что имеет решающее значение для правильной васкуляризации плаценты. Агонисты PPARG ингибируют инвазию экстраворсинчатых цитотрофобластов. PPARG также необходим для накопления липидных капель плацентой.

## Взаимодействия с белками
Было показано, что рецептор, активируемый пероксисомным пролифератором гамма взаимодействует с:
- Тетрагидроканнабиварином
- Каннабидиолом
- Анандамидом
- CD36[15]
- EDF1[26][27][28]
- EP300[29][30]
- HDAC3[29][31]
- MED1[30]
- NCOA3[30]
- NCOA4[32]
- NCOA2[30]
- NR0B2[33]
- PPARGC1A[34][35]
- RB1[29]
- miR3666[36].

## Исследования
Агонисты PPAR-гамма используются для лечения гиперлипидемии и гипергликемии.
Многие инсулиносенсибилизирующие препараты (в частности, тиазолидиндионы), используемые в лечении сахарного диабета, активируют PPARG как средство снижения уровня глюкозы в сыворотке крови без увеличения секреции инсулина поджелудочной железой. Активация PPARG более эффективна при инсулинорезистентности скелетных мышц, чем при инсулинорезистентности печени.